# Andrew Cohen (calciatore)
Andrew Cohen (Paola, 13 maggio 1981) è un allenatore di calcio ed ex calciatore maltese, di ruolo attaccante, allenatore dello Gżira Utd.

## Caratteristiche tecniche
In attività, ha ricoperto il ruolo di seconda punta.

## Carriera

### Giocatore

#### Club
Ha giocato dal 1999 al 2017 con l'Hibernians, squadra della massima serie del campionato maltese.
Dal gennaio 2017 al 2021 ha militato nello Gżira Utd, squadra con la quale ha concluso la sua carriera agonistica.

#### Nazionale
Ha esordito nella nazionale di calcio di Malta nell'agosto del 2004 nel corso di una amichevole con le Nazionale di calcio delle Fær Øer, ed ha collezionato un totale di 68 presenze e due reti.

### Allenatore
Dal 2024 Cohen ha assunto la carica di allenatore dello Gżira United.

## Statistiche

### Presenze e reti nei club
| Stagione            | Squadra             | Campionato          | Campionato | Campionato | Coppe nazionali | Coppe nazionali | Coppe nazionali | Coppe continentali | Coppe continentali | Coppe continentali | Altre coppe | Altre coppe | Altre coppe | Totale | Totale |
| Stagione            | Squadra             | Comp                | Pres       | Reti       | Comp            | Pres            | Reti            | Comp               | Pres               | Reti               | Comp        | Pres        | Reti        | Pres   | Reti   |
| ------------------- | ------------------- | ------------------- | ---------- | ---------- | --------------- | --------------- | --------------- | ------------------ | ------------------ | ------------------ | ----------- | ----------- | ----------- | ------ | ------ |
| 2008-2009           | Hibernians          | PL                  | 12+9       | 6+3        | MC              | 3               | 1               | Int                | 2                  | 0                  | -           | -           | -           | 26     | 10     |
| 2009-2010           | Hibernians          | PL                  | 15+9       | 6          | MC              | 1               | 0               | UCL                | 2                  | 0                  | SM          | 1           | 0           | 28     | 6      |
| 2010-2011           | Hibernians          | PL                  | 18+6       | 4+2        | MC              | 3               | 1               | -                  | -                  | -                  | -           | -           | -           | 27     | 7      |
| 2011-2012           | Hibernians          | PL                  | 21+10      | 6+3        | MC              | 5               | 2               | -                  | -                  | -                  | -           | -           | -           | 36     | 11     |
| 2012-2013           | Hibernians          | PL                  | 21+11      | 7+1        | MC              | 5               | 2               | UEL                | 2                  | 0                  | SM          | 1           | 0           | 40     | 10     |
| 2013-2014           | Hibernians          | PL                  | 19+10      | 5          | MC              | 1               | 0               | UEL                | 2                  | 0                  | SM          | 1           | 1           | 33     | 6      |
| 2014-2015           | Hibernians          | PL                  | 21+10      | 6+3        | MC              | 5               | 0               | UEL                | 2                  | 1                  | -           | -           | -           | 38     | 10     |
| 2015-2016           | Hibernians          | PL                  | 21+8       | 5+3        | MC              | 2               | 1               | UCL                | 2                  | 0                  | SM          | 1           | 0           | 34     | 9      |
| 2016-gen. 2017      | Hibernians          | PL                  | 15         | 1          | MC              | 0               | 0               | UEL                | 1                  | 0                  | -           | -           | -           | 16     | 1      |
| Totale Hibernians   | Totale Hibernians   | Totale Hibernians   | 163+73     | 46+15      |                 | 25              | 7               |                    | 13                 | 1                  |             | 4           | 1           | 278    | 70     |
| gen.-giu. 2017      | Gżira Utd           | PL                  | 10         | 4          | MC              | -               | -               | -                  | -                  | -                  | -           | -           | -           | 10     | 4      |
| 2017-2018           | Gżira Utd           | PL                  | 25         | 6          | MC              | 1               | 0               | -                  | -                  | -                  | -           | -           | -           | 26     | 6      |
| 2018-2019           | Gżira Utd           | PL                  | 24         | 5          | MC              | 4               | 3               | UEL                | 3                  | 0                  | -           | -           | -           | 31     | 8      |
| 2019-2020           | Gżira Utd           | PL                  | 17         | 4          | MC              | 1               | 0               | UEL                | 4                  | 0                  | -           | -           | -           | 22     | 4      |
| 2020-2021           | Gżira Utd           | PL                  | 10         | 1          | MC              | 0               | 0               | -                  | -                  | -                  | -           | -           | -           | 10     | 1      |
| Totale Gżira United | Totale Gżira United | Totale Gżira United | 86         | 20         |                 | 6               | 3               |                    | 7                  | 0                  |             | -           | -           | 99     | 23     |
| Totale carriera     | Totale carriera     | Totale carriera     | 322        | 81         |                 | 31              | 10              |                    | 20                 | 1                  |             | 4           | 1           | 377    | 93     |

## Palmarès

### Club

#### Competizioni nazionali
- Campionato maltese: 4

Hibernians: 2001-2002, 2008-2009, 2014-2015, 2016-2017
- Coppa di Malta: 4

Hibernians: 2005-2006, 2006-2007, 2011-2012, 2012-2013
- Supercoppa di Malta: 1

Hibernians: 2015

### Individuale
- Capocannoniere della Premier League Malti: 1

2004-2005 (21 gol)
- Calciatore maltese dell'anno: 4

2004-2005, 2005-2006, 2014-15, 2017-18